# Рене Родрігес Мартінс
Рене Родрігес Мартінс (порт. Renê Rodrigues Martins, нар. 14 вересня 1992, Пікос) — бразильський футболіст, захисник клубу «Фламенго».

## Ігрова кар'єра
Народився 14 вересня 1992 року в місті Пікос і почав займатися футболом в команді рідного міста. У 2011 році він перейшов в академію «Спорту» з Ресіфі. Саме в цьому клубі він дебютував на професійному рівні в 2012 році. 15 січня він вийшов у стартовому складі матчу чемпіонату штату Пернамбуку проти «Арарапіни». Команди зіграли внічию 1:1, а Рене відіграв без заміни всі 90 хвилин. 19 травня того ж року дебютував у бразильській Серії A у домашньому матчі проти «Фламенго», вийшовши на заміну на 62 хвилині замість Тіагіньйо. Команди зіграли внічию 1:1.
З 2014 року Рене став твердим гравцем основного складу «Спорту». Цей сезон став найуспішнішим для гравця за весь період виступів за «Спорт» — з командою він завоював Кубок Нордесте (і, відповідно, путівку до розіграшу Кубка Лібертадорес 2015 року) і чемпіонат штату.
6 лютого 2017 року перейшов у «Фламенго». У перший рік допоміг команді виграти чемпіонат штату Ріо-де-Жанейро і дійти до фіналів Кубка Бразилії і Південноамериканського кубка. У 2018 році зайняв з «Фла» друге місце в Серії A. Рене потрапив в символічні збірні по безлічі версій на позиції лівого латераля чемпіонату Бразилії 2018 року — серед них були Срібний м'яч і Craque do Brasileirão (версія Globo і КБФ).
У першій половині 2019 року залишався незамінним гравцем основного складу «Фламенго». Виграв з командою чемпіонат штату, допоміг вийти в плей-оф Кубка Лібертадорес. У серпні місце в основі зайняв перейшовший з мадридського «Атлетіко» Філіпе Луїс, тому Рене став потрапляти до складу рідше. Він не зіграв у фінальному матчі Кубка Лібертадорес, в якому його партнери обіграли аргентинський «Рівер Плейт» з рахунком 2:1, принісши «червоно-чорним» першу перемогу в цьому турнірі за 38 років. Однак за загальною кількістю проведених матчів у переможній кампанії Рене залишився серед лідерів — 10 ігор. Він став першим уродженцем штату Піауї, який виграв Кубок Лібертадорес.
Також Рене допоміг своїй команді стати чемпіоном Бразилії. Станом на 18 грудня 2019 року відіграв за команду з Ріо-де-Жанейро 74 матчі в національному чемпіонаті.

## Статистика виступів

### Статистика клубних виступів
| Сезон                    | Команда                  | Чемпіонат                | Чемпіонат | Чемпіонат | Національний кубок | Національний кубок | Національний кубок | Континентальні кубки | Континентальні кубки | Континентальні кубки | Інші змагання | Інші змагання | Інші змагання | Усього | Усього | Усього |
| Сезон                    | Команда                  | Ліга                     | Ігор      | Голів     | Ліга               | Ігор               | Голів              | Ліга                 | Ігор                 | Голів                | Ліга          | Ігор          | Голів         | Ігор   | Голів  |        |
| ------------------------ | ------------------------ | ------------------------ | --------- | --------- | ------------------ | ------------------ | ------------------ | -------------------- | -------------------- | -------------------- | ------------- | ------------- | ------------- | ------ | ------ | ------ |
| 2012                     | «Спорт Ресіфі»           | A+ПЕР                    | 13+15     | 0+1       | КБ                 | 1                  | 0                  |                      | -                    | -                    | КН            | 0             | 0             | 29     | 1      |        |
| 2013                     | «Спорт Ресіфі»           | Б+ПЕР                    | 1+2       | 0         | КБ                 | 0                  | 0                  |                      | -                    | -                    | КН            | 2             | 0             | 5      | 0      |        |
| 2014                     | «Спорт Ресіфі»           | A+ПЕР                    | 38+11     | 0         | КБ                 | 1                  | 0                  | ПАК                  | 2                    | 0                    | КН            | 7             | 0             | 59     | 0      |        |
| 2015                     | «Спорт Ресіфі»           | A+ПЕР                    | 35+9      | 1+0       | КБ                 | 6                  | 1                  | ПАК                  | 4                    | 0                    | КН            | 10            | 2             | 64     | 4      |        |
| 2016                     | «Спорт Ресіфі»           | A+ПЕР                    | 23+13     | 0         | КБ                 | 0                  | 0                  | ПАК                  | 0                    | 0                    | КН            | 9             | 2             | 45     | 2      |        |
| 2017                     | «Спорт Ресіфі»           | A+ПЕР                    | 0+1       | 0         | КБ                 | 0                  | 0                  |                      | -                    | -                    | КН            | 1             | 0             | 2      | 0      |        |
| Усього за «Спорт Ресіфі» | Усього за «Спорт Ресіфі» | Усього за «Спорт Ресіфі» | 161       | 2         |                    | 8                  | 1                  |                      | 6                    | 0                    |               | 29            | 4             | 204    | 7      |        |
| 2017                     | «Фламенго»               | A+КАР                    | 17+7      | 0+1       | КБ                 | 3                  | 0                  | КЛ+ПАК               | 3+2                  | 0                    | ПЛ            | 2             | 0             | 34     | 1      |        |
| Усього за кар'єру        | Усього за кар'єру        | Усього за кар'єру        | 185       | 3         |                    | 11                 | 1                  |                      | 11                   | 0                    |               | 31            | 4             | 238    | 8      |        |

## Титули і досягнення
- Чемпіон Бразилії (2):

«Фламенгу»: 2019, 2020
- Переможець Ліги Пернамбукано (1):

«Спорт Ресіфі»: 2014
- Володар Кубка Нордесте (1):

«Спорт Ресіфі»: 2014
- Переможець Ліги Каріока (4):

«Фламенгу»: 2017, 2019, 2020, 2021
- Володар Кубка Лібертадорес (1):

«Фламенгу»: 2019
- Володар Рекопи Південної Америки (1):

«Фламенгу»: 2020
- Володар Суперкубка Бразилії (2):

«Фламенгу»: 2020, 2021

### Індивідуальні
- Срібний м'яч (У символічній збірній чемпіонату Бразилії): 2018